# Араксос (аеропорт)
Аеропорт Араксос (грец. Αεροδρόμιο Αράξου) (IATA: GPA, ICAO: LGRX) — грецький міжнародний аеропорт, розташований поблизу мису Араксос, ному Ахая обслуговує місто Патри. Також відомий як Національний аеропорт Араксос або Аеропорт Агамемнон.
Аеропорт Араксос — один з об'єктів повітряно-військової бази Араксос збройних сил Греції.

## Авіакомпанії та напрямки, грудень 2020
| Авіакомпанія               | Пункт призначення                                            |
| -------------------------- | ------------------------------------------------------------ |
| Austrian Airlines          | Сезонний: Відень                                             |
| Belavia                    | Сезонний чартер: Мінськ                                      |
| GetJet Airlines            | Сезонний чартер: Вільнюс                                     |
| Nordavia                   | Сезонний чартер: Москва–Шереметьєво                          |
| SmartLynx Airlines Estonia | Сезонний чартер: Таллінн                                     |
| TUI fly Belgium            | Сезонний: Брюссель                                           |
| TUI fly Deutschland        | Сезонний: Дюссельдорф, Франкфурт, Ганновер, Мюнхен, Штутгарт |
| Windrose Airlines          | Сезонний чартер: Київ-Бориспіль                              |
| Yakutia Airlines           | Сезонний чартер: Москва–Внуково                              |